# Michael Berry
Michael Victor Berry, född 14 mars 1941 i Surrey, är en brittisk teoretisk fysiker.
Berry är verksam vid University of Bristol. Han är bland annat känd för beskrivningen av Berryfasen, ett fenomen inom kvantmekanik och optik.
Han delade Wolfpriset i fysik 1998, och tilldelades 2000 års Ig Nobelpris tillsammans med Andre Geim för fysiken bakom flygande grodor med hjälp av magnetisk levitation.
Han är Fellow of the Royal Society sedan 1982 och adlades 1986. 1990 tilldelades han Royal Medal, och 2014 mottog han Lorentzmedaljen.

## Utmärkelser
- Maxwell-medaljen,  1978
- Bakerföreläsningen,  1987
- Lilienfeld-priset,  1990[2]
- Dirac-medaljen (IOP),  1990[3]
- Royal Medal,  1990
- Hedersdoktor vid University of Exeter,  1991
- EPS Europhysics Prize,  1995[4]
- Dirac-medaljen (ICTP),  1995[5]
- Hedersdoktor vid Trinity College, Dublin,  1996
- Hedersdoktor vid Saint Andrews-universitetet,  1998
- Hedersdoktor vid University of Warwick,  1998
- Wolfpriset i fysik,  1998[6]
- Forder Lectureship,  1999[7]
- Ig Nobelpriset, med  Andre Geim,  2000[8]
- Hedersdoktor vid Ulms universitet,  2001[9]
- Josiah Willard Gibbs-föreläsningen,  2002
- Hedersdoktor vid Weizmann Institute of Science,  2003
- Pólyapriset,  2005
- Hedersdoktor vid Technion,  2006
- Hedersdoktor vid University of Glasgow,  2007
- Clarivate Citation Laureates,  2009[10]
- Hedersdoktor vid Metz universitet,  2009
- Lorentzmedaljen,  2014
- Richtmyer Memorial-priset,  2014[11]
- Moyalmedaljen,  2016[12]
- Fellow of the Royal Society
- Royal Society Bakerian Medal
- Fellow of the Institute of Physics
- Fellow of the Royal Society of Arts
- Honorary Fellow of the Institute of Physics
- Onsagermedaljen
- Medlem av Royal Society of Edinburgh

[Redigera Wikidata]